# 무동력 비행
무동력 비행(unpowered flight)은 어떤 동력원도 사용하지 않고 일정 시간 동안 공중에 머무를 수 있는 능력이다. 무동력 비행에는 여러 가지 유형이 있다. 일부는 자연에 의해 착취되었고 다른 일부는 인류에 의해 착취되었으며 일부는 둘 다에 의해 착취되었다.
무동력 항공기는 추진 장치 없이 비행할 수 있는 항공기이다.
동력 없이 단거리 또는 장거리를 비행할 수 있는 능력은 자연 속에서 여러 번 진화해 왔다. 지속적인 날개 동력 비행이 가능한 많은 생물체는 공중에 떠 있는 대부분의 시간 동안 동력 없이도 솟아오른다.

## 같이 보기
- 활공